# معبد کنفوسیوسی کائوهسیونگ
معبد کنفوسیوسی کائوهِسیونگ نیایشگاهی است برای پرداختن به آموزه‌های کنفوسیوس در نزدیکی برکه نیلوفر آبی در شهر کائوهسیونگ، واقع در شهرستان زوئویینگ تایوان.
این معبد با مساحت ۱۶۷ متر مربع بزرگترین مجتمع نیایشگاهی کنفوسیوسی در تایوان است. 

## پیشینه
این نیایشگاه در سال ۱۹۸۴ در جریان پادشاهی کانگ‌شی ساخته شد اما بعد از آن در دوره استعمار ژاپن این معبد متروکه و با ویرانی روبه‌رو شد. از این مجتمع تنها آرامگاه چونگ‌شِنگ دست‌نخورده باقی مانده‌است. آن را می‌توان از بخش غربی دبستان شهر قدیم دید. 
در محل پرستشگاه قدیمی در سال ۱۹۷۶ یک معبد جدید ساخته شد که اکنون در گوشه شمال غرب برکه نیلوفر آبی قرار دارد. طرح این معبد تازه از معماری دودمان سونگ الگو گرفته و طرح معبد کنفوسیوس در کوفو نیز بر آن تأثیر گذاشته‌است.